# Les Blessures assassines
Pour plus de détails, voir Fiche technique et Distribution.
Les Blessures assassines est un film français de Jean-Pierre Denis, sorti en 2000 et qui reprend le thème de l'affaire Papin. Sylvie Testud reçoit le César du meilleur espoir féminin pour son rôle d'une des sœurs Papin.

## Synopsis
Christine et Léa sont deux sœurs au passé déjà difficile et dont les rapports s'avèrent ambigus. Mme Lancelin les prend à son service en tant que bonnes. Christine voit en Mme Lancelin une figure de mère idéale malgré sa sévérité. Mais la mauvaise influence de la mère des deux jeunes sœurs est très néfaste et la situation se dégrade. Les sœurs se renferment et finissent par commettre le pire en assassinant Mme Lancelin et sa fille après 6 ans de service.

## Fiche technique
- Titre original : Les Blessures assassines
- Réalisation : Jean-Pierre Denis
- Scénario : Jean-Pierre Denis et Michèle Pétin, d'après L'affaire Papin de Paulette Houdyer
- Photographie : Jean-Marc Fabre
- Montage : Marie-Hélène Dozo
- Décors : Bernard Vézat
- Costumes : Isabelle Boiton et Sylvie de Segonzac
- Casting :  Jeanne Biras
- Production : Laurent Pétin et Michèle Pétin
- Société de distribution : ARP Sélection
- Pays de production :  France
- Langue originale : français
- Genre : biographique, policier, drame
- Format : couleur
- Durée : 94 minutes
- Dates de sortie : 
  - France : 22 novembre 2000
  - Belgique : 7 mars 2001
- Classification :
  - France : interdit aux moins de 12 ans[1]

## Distribution
- Sylvie Testud : Christine Papin
- Julie-Marie Parmentier : Léa Papin
- Isabelle Renauld : Clémence
- François Levantal : le Gazé
- Dominique Labourier : Mme Lancelin
- Jean-Gabriel Nordmann : M. Lancelin
- Marie Donnio : Geneviève Lancelin
- Tessa Szczeciniarz : Christine enfant
- Camille Leproust : Léa enfant

## Analyse
Le film est inspiré du fait divers des sœurs Papin. « L’impossibilité de comprendre les motivations du double crime des sœurs Papin, pour la bonne raison qu’elles n’ont aucune motivation, rend improbable toute adaptation théâtrale ou cinématographique. Le déroulement des meurtres est tellement hallucinant que toute mise en scène est immédiatement vouée à l’échec. Deux films, l’un anglais, l’autre français, ont tenté l’aventure, et, contrairement à leurs modèles, ont été aussitôt oubliés. »

## Distinctions

### Récompenses
- César 2001 : meilleur espoir féminin (Sylvie Testud)
- Festival international du film de Mar del Plata 2001 : 
  - Meilleure actrice pour Julie-Marie Parmentier obtient l'Award de la au Festival du film de Mar del Plata
  - Meilleur réalisateur pour Jean-Pierre Denis
- Festival international du film d'amour de Mons 2001 : meilleure actrice pour Sylvie Testud et Julie-Marie Parmentier ex æquo

### Nominations
- César 2001 :
  - Meilleur film
  - Meilleur réalisateur pour Jean-Pierre Denis
  - Meilleur espoir féminin pour Julie-Marie Parmentier